# Apeadeiro de Souto da Velha
O Apeadeiro de Souto da Velha foi uma interface da Linha do Sabor, que servia a localidade de Souto da Velha, no concelho de Torre de Moncorvo, em Portugal.

## História
Esta interface situava-se no troço da Linha do Sabor entre as Estações do Pocinho e de Carviçais, que entrou ao serviço no dia 17 de Setembro de 1911. A linha foi encerrada em 1988.